# Бойченко, Семён Петрович
Семён Петрович Бойченко (1912—1987) — советский спортсмен и тренер. Чемпион III Летней Рабочей Олимпиады в Антверпене (1937). Заслуженный мастер спорта СССР (1938).

## Биография
Родился 15 апреля (28 апреля по новому стилю) 1912 года в селе Марьевка Херсонского уезда Херсонской губернии (ныне — Баштанский район Николаевской области Украины).
Во время службы в Красной Армии был военным моряком Черноморского флота. Во время флотской службы хорошо овладел всеми способами плавания, неоднократно побеждал на первенствах Черноморского флота по плаванию и в марафонских заплывах по Чёрному морю.
Выступал за клуб СКА ВМФ, Центральный институт физкультуры (1932—1936), ЦДКА (1937—1940), «Спартак» Москва (с 1941 года). Член КПСС с 1940 года. Окончил Высшую школу тренеров при ГЦОЛИФК (1937).
Чемпион СССР 1943 и 1944 годов в плавании на 100 м брассом; в 1946 и 1947 годах — в комбинированной эстафете 3×100 м.
Неоднократно устанавливал рекорды СССР в различных видах плавания. В 1941 году превысил официальные рекорды мира в плавании на 100 и 200 м баттерфляем.
В ноябре 1948 года Семён Петрович был арестован и обвинён в «антисоветской пропаганде». Был осуждён на десять лет лагерей, срок отбывал в Соликамске (в ту пору — Молотовская область). Шесть лет работал на деревообрабатывающем комбинате. Писал письма Сталину и в Верховный суд с просьбой пересмотреть его дело. Только через год после смерти Сталина С. П. Бойченко освободили. И ещё через два года — в 1956 году спортсмена реабилитировали.
Был тренером сборной команды СССР на Олимпийских играх 1960 года. Почётный президент федерации плавания Москвы.
Бойченко был прототипом Виктора Важдаева — героя книги Бориса Раевского «Только вперёд», посвящённой советским пловцам.
Включен в Международный зал славы плавания.
Умер 23 января 1987 года.
Похоронен на Преображенском кладбище в Москве, участок № 14.

## Награды
- орден Трудового Красного Знамени (1985)
- орден «Знак Почёта» (22.07.1937)

## Память
- На Украине, где родился выдающийся пловец, жители его родного села установили Бойченко памятник.
- Проводится турнир, посвящённый памяти Семёна Петровича Бойченко.
- В июне 2010 года в пригороде Николаева прошли соревнования на открытой воде. В апреле 2011 года также в Николаеве пловцы соревновались уже под крышей спорткомплекса «Водолей».
- В мае 2012 года в городе Очаков прошёл Открытый турнир по плаванию в категории «Мастерс», посвящённый 100-летию со дня рождения С. П. Бойченко[4].
- 17 декабря 2019 года запущен памятный именной поезд в московском метрополитене в честь Семена Бойченко «Король Баттерфляя».